# Nymphaea jamesoniana
Nymphaea jamesoniana là một loài thực vật có hoa trong họ Nymphaeaceae. Loài này được Planch. miêu tả khoa học đầu tiên năm 1852.